# Heidi Crowter
Heidi Crowter   (Coventry, 3 de juliol de 1995) és una activista anglesa que defensa els drets de les persones amb discapacitat. Crowter fa campanyes per al grup anti-avortament Don't Screen Us Out, desafiant la Llei de l'avortament de 1967 que considera discriminatòria contra els fetus amb discapacitat.

## Joventut
Heidi Crowter és filla de Liz i Steve Crowter. Poc després del seu naixement, els seus pares van descobrir que tenia la síndrome de Down. Crowter ha tingut leucèmia, pneumònia i insuficiència renal. Va ser operada del cor poc després de néixer. Crowter té dos germans grans i una germana petita. Als 16 anys, Crowter va ser víctima de trol i d'assetjament a Internet, amb relació a la seva síndrome de Down.

## Carrera
Crowter treballa en una perruqueria a Coventry, gestionant els seus comptes de xarxes socials i treballant amb nens.
Crowter està involucrada en la campanya Don't Screen Us Out. Crowter i dues persones més van demandar el Departament de Salut i Assistència Social al·legant que la llei de l'avortament de 1967 era discriminatòria en permetre l'avortament de fetus amb síndrome de Down i altres diagnòstics fins al moment del naixement. El setembre de 2021, el cas va ser rebutjat pels jutges Rabinder Singh i Nathalie Lieven. Tanmateix, el març de 2022, Crowter va rebre permís per apel·lar el veredicte.
Crowter va ser nomenada una de les 100 dones de la BBC el desembre de 2022.

## Vida personal

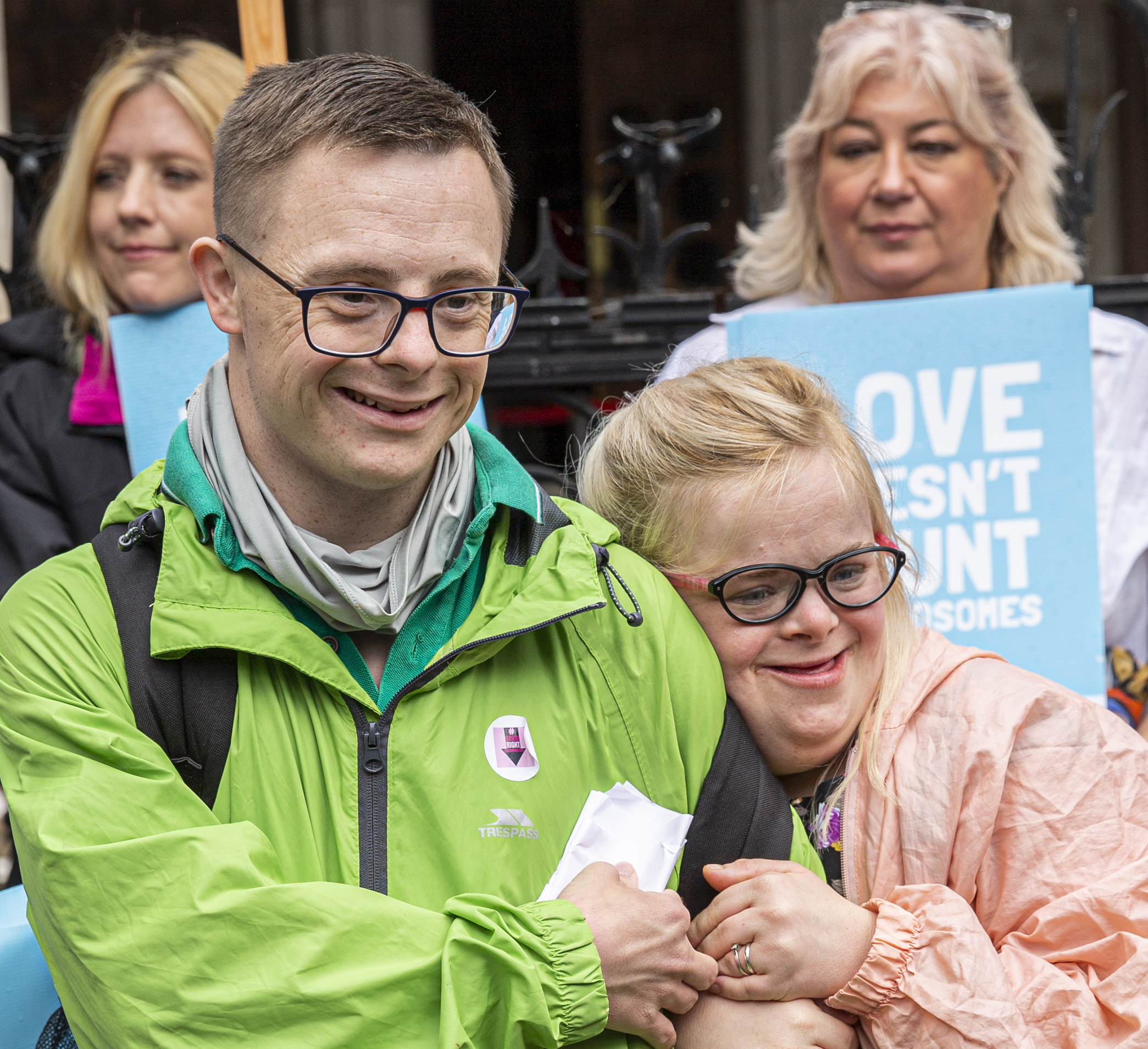
James Carter i Heidi Crowter el juliol del 2021

Crowter és cristiana. Va conèixer el seu marit, James Carter, a través d'internet el 2017. Es van comprometre el 2018. El 2020, Crowter es va casar amb James Carter a l'església Hillfields de Coventry.